# Římskokatolická farnost Přibice
Římskokatolická farnost Přibice je územní společenství římských katolíků s farním kostelem svatého Jana Křtitele v obci Přibice.

## Historie farnosti
První písemná zmínka o farním kostele pochází z roku 1222, po tatarském vpádu byl znovu vysvěcen olomouckým biskupem Brunem v roce 1257.  Fara zde byla nepochybně už v první čtvrtině 13. století, i když první písemná zmínka o ní je až právě v roce 1257, kdy jí biskup Bruno potvrdil desátky z celé řady okolních vsí. V 16. století byla fara obsazena protestantským knězem a v obci se usadili novokřtěnci. Ti zde žili od roku 1565 až do nuceného odchodu z Moravy v roce 1622. Po třicetileté válce zůstala fara neobsazena a ves byla přifařena nejprve do Vranovic a poté do Pohořelic. Až roku 1775 tu byla zřízena lokální kuracie. 

## Duchovní správci
Administrátorem excurrendo byl do července 2017 R. D. Mgr. Jaroslav Svoboda z Pohořelic. Toho od 1. srpna 2017 vystřídal R. D. Mgr. Jaroslav Sojka, vranovický farář. Dne 1. srpna 2023 se stal administrátorem excurrendo farnosti R. D. Ing. Martin Kohoutek.

## Bohoslužby
| Kostel                       | Místo   | Bohoslužba (den)   | Hodina                                | Poznámka     |
| ---------------------------- | ------- | ------------------ | ------------------------------------- | ------------ |
| Kostel svatého Jana Křtitele | Přibice | neděle úterý pátek | 11.00 16.30 (zima)/17.00 (léto) 18.00 | farní kostel |

## Aktivity ve farnosti
Dnem vzájemných modliteb farností za bohoslovce a bohoslovců za farnosti brněnské diecéze je 10. duben. Adorační den připadá na neděli po 30. září.
Ve farnosti se pravidelně pořádá tříkrálová sbírka. V roce 2015 se při ní vybralo 24 291 korun. Při sbírce v roce 2016 činil výtěžek 26 340 korun. V roce 2019 koledníci vybrali 32 435 korun.
Výuka náboženství probíhá na ZŠ Přibice pro první i druhý stupeň školy. Funguje dětská schola i schola dospělých a mládeže.